# PT-11教練機
Consolidated PT-11（Model 21）是由團結飛機公司製造的雙座教練機。美國陸軍航空兵團使用的型號為PT-11，美國海岸防衛隊使用的型號為N4Y。

## 發展
Model 21是Model 12的空氣動力學改進版本，其顯著特徵之一是尾翼表面是彎曲的而不是有角度的。該飛機是一架單引擎雙翼飛機，配有固定尾輪起落架，並具有可容納兩人的開放式駕駛艙。
美國陸軍航空兵團將其命名為PT-11，儘管它擁有許多測試型號，但從未大量生產。11架Model 21-C在加拿大製造，21-M則在墨西哥製造的，但沒有一款是為美國本地使用而製造的。

## 型號
XPT-933
（Model 21A）原型機，使用Kinner發動機，於1931年2月首飛
YPT-11
美國陸軍基於Model 21A進行評測的飛機，裝配Continental R-545-1發動機，共4架
PT-11A
一架採用柯蒂斯R-600-1 Challenger發動機的YPT-11，最初為 Y1PT-11A，後來改裝成PT-11C
Y1PT-11B
一架改裝了Kinner YR-720-1發動機的YPT-11，並命名為Y1PT-11B。美國陸軍有5架，另一架則給美國海岸防衛隊，編號為N4Y-1
PT-11C
配備Lycoming YR-680-1發動機的PT-11A，為美國陸軍改裝1到2架，並為哥倫比亞建造18架
PT-11D
裝配R-680-3發動機的量產版本，最初編號為Y1PT-11D，共建造21架，並由Y1PT11-B改裝5架和Y1PT-11改裝2架
PT-12
裝配了R-985-1發動機的PT-11。共10架，後來重新命名為BT-7

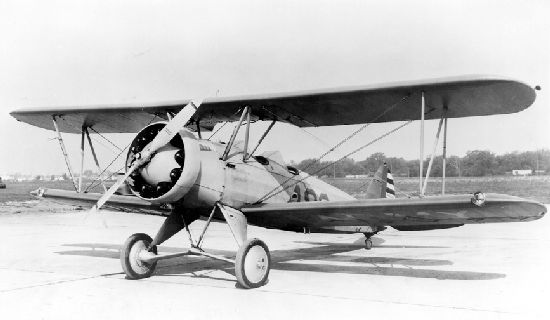
Y1BT-6
一架使用R-985-1發動機的YPT-11
BT-6
重新命名的Y1BT-6

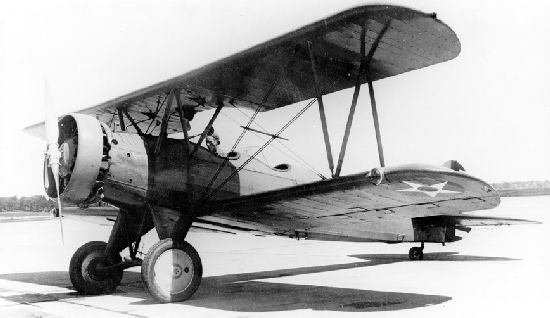
BT-7
重新命名的PT-12
XN4Y-1
美國海岸防衛隊用於評估的款式，共3架
N4Y-1
1架美國海岸防衛隊的YPT-11B，後來改成XN4Y-1

## 用戶
美国
- 美國陸軍航空兵團
- 美國海岸防衛隊

 哥伦比亚
- 哥倫比亞空軍（英语：Colombian Air Force）（PT-11C）

 巴拉圭
- 巴拉圭陸軍航空兵（Model 21-C）

 墨西哥
- 墨西哥空軍（Model 21-M）